# Achihud
Achihud (hebr. אחיהוד; ang. Ahihud) – moszaw położony w Samorządzie Regionu Matte Aszer, w Dystrykcie Północnym, w Izraelu.

## Położenie
Moszaw Achihud jest położony na wysokości 34 metrów n.p.m. w północnej części równiny przybrzeżnej Izraela. Leży u podnóża wzgórz Zachodniej Galilei, w odległości 6 km na wschód od wybrzeża Zatoki Hajfy. Na południe od moszawu wznosi się wzgórze Giwat Jawor (86 m n.p.m.), za którym przepływa strumień Hilazon. Na wschodzie jest wzgórze Giwat Achihud (122 m n.p.m.). Dalej są położone wzgórza Har Gamal (324 m n.p.m.) i Har Gillon (367 m n.p.m.), za którymi rozpoczyna się Dolina Bet ha-Kerem wyznaczająca granicę między Dolną a Górną Galileą. Na północ od moszawu rozciąga się kompleks leśny Jaar Achihud. W otoczeniu moszawu Achihud znajdują się miasta Tamra i Akka, miejscowości Madżd al-Krum, Sza’ab, Kabul i Dżudajda-Makr, moszaw Ja’ad, kibuce Pelech, Tuwal, Jasur i En ha-Mifrac, oraz wioski komunalne Tal-El i Gilon. Na wschodzie jest położona strefa przemysłowa Bar-Lev, a na północnym wschodzie jest baza wojskowa Jarka.

### Podział administracyjny
Achihud jest położony w Samorządzie Regionu Matte Aszer, w Poddystrykcie Akka, w Dystrykcie Północnym.

## Demografia
Stałymi mieszkańcami moszawu są wyłącznie Żydzi. Tutejsza populacja jest religijna, chociaż mieszkają tutaj osoby nie zaangażowane głęboko w judaizm:

Źródło danych: Central Bureau of Statistics.

## Historia
Pierwotnie w okolicy tej znajdowała się arabska wioska al-Birwa. Na początku XX wieku tutejsze ziemie zaczęły wykupywać od arabskich właścicieli żydowskie organizacje syjonistyczne. Przyjęta 29 listopada 1947 roku Rezolucja Zgromadzenia Ogólnego ONZ nr 181 przyznała te tereny państwu arabskiemu. Podczas wojny domowej w Mandacie Palestyny w 1948 roku w okolicy operowały siły Arabskiej Armii Wyzwoleńczej, które paraliżowały żydowską komunikację w całej Galilei. Podczas I wojny izraelsko-arabskiej Izraelczycy przeprowadzili w lipcu 1948 roku operację „Dekel”, podczas której w dniu 11 lipca zajęli wioskę al-Birwa. Wszystkich mieszkańców wysiedlono, a następnie wyburzono jej domy.

Współczesny moszaw został założony 17 maja 1950 roku przez żydowskich imigrantów z Jemenu. Przez dwa pierwsze lata osadnicy mieszkali w namiotach rozbitych w ruinach zniszczonej arabskiej wioski al-Birwa. Następnie rozpoczęto budowę murowanych domów, które początkowo były jeszcze pozbawione wody i prądu. Suleiman Josef i Rachel Awadi tak wspominali te pierwsze lata: 
„My, imigranci z Jemenu przyjechaliśmy do obozu. Zapytano nas, kto chce zamieszkać w osadzie. Gdy tu przyjechaliśmy, to zobaczyliśmy tutaj ciernie i osty porastające pozostałości arabskiej wioski Birwa. Jako pierwszy, rok wcześniej przed nami, powstał kibuc Jasur ... Mieszkaliśmy w namiotach, każda rodzina w jednym namiocie, nawet z czwórką dzieci. Następnie zaczęliśmy budować domy - jeden pokój i kuchnia, oczywiście bez wody i elektryczności. Początkowo pracowaliśmy razem, mieliśmy instruktora rolnictwa, który otrzymywał wynagrodzenie. Potem każda rodzina otrzymała krowę i kilka kur, zaczynając pracować na swojej własnej farmie, której była właścicielem”.

### Nazwa
Nazwa moszawu pochodzi od biblijnej postaci Achihuda z pokolenia Asera.

## Edukacja
Moszaw utrzymuje przedszkole. Starsze dzieci są dowożone do szkół w miastach Akka i Karmiel.

## Infrastruktura
W moszawie jest przychodnia zdrowia, sklep wielobranżowy, synagoga, mykwa oraz warsztat mechaniczny.

## Gospodarka
Gospodarka moszawu opiera się na intensywnym rolnictwie i sadownictwie. Uprawia się warzywa oraz awokado. Jest tu także nowoczesna obora bydła mlecznego. Stopniowo rolnictwo odgrywa coraz mniejszą rolę w lokalnej gospodarce. Część mieszkańców dojeżdża do pracy w sąsiedniej strefie przemysłowej. Strefa przemysłowa Bar-Lev została utworzona w latach 1994-1997 i zajmuje powierzchnię 284 ha, z możliwością dalszego rozwoju o kolejne 136 ha. Centralną część zajmuje park high-tech o powierzchni 17 ha. Na terenie parku jest położone niewielkie lotnisko, które pozwala na szybki i łatwy dostęp menedżerów i klientów do przedsiębiorstw. Rząd Izraela ogłosił obszar parku jako priorytet narodowy, dzięki czemu inwestorzy mogą korzystać z licznych zwolnień i ulg podatkowych. Swoje siedziby ma tutaj wiele firm - są to między innymi: M.I.S. produkuje implanty dentystyczne; CaesarStone zajmuje się obróbką kamieni; Vlademar Metals Ltd. precyzyjną obróbkę powierzchni metalowych; Orit specjalizuje się z inżynierii budowlanej; Ayala Plast produkuje elementy z tworzyw sztucznych dla potrzeb przemysłu elektrycznego; Estron produkuje odzież i buty ochronne dla przemysłu budowlanego.

## Transport
Z moszawu wyjeżdża się na zachód na drogę nr 70, którą jadąc na północny zachód dojeżdża się do skrzyżowania z drogą ekspresową nr 85, lub jadąc na południowy wschód do kibucu Jasur i dalej do skrzyżowania z drogą nr 805 (prowadzi na wschód do moszawu Ja’ad) i dalej do miasta Tamra. Jadąc drogą nr 85 na zachód dojeżdża się do miasta Akka, lub jadąc na wschód do miejscowości Dżudajda-Makr i dalej do miasta Karmiel.